# Tobias Weis
Tobias Weis (Schwäbisch Hall, 1985. július 30. –) német labdarúgó, a TSV Weilimdorf középpályása.